# Mons (Hérault)
Mons település Franciaországban, Hérault megyében. Lakosainak száma 671 fő (2022. január 1.). Mons Les Aires, Cambon-et-Salvergues, Colombières-sur-Orb, Olargues, Rosis, Saint-Julien, Saint-Martin-de-l’Arçon és Vieussan községekkel határos.

## Népesség
A település népességének változása:
| Lakosok száma | 440  | 514  | 519  | 547  | 580  | 579  | 584  | 627  | 650  | 671  |
|               | 1968 | 1982 | 1990 | 2006 | 2013 | 2015 | 2017 | 2019 | 2020 | 2022 |